# The Mint Las Vegas
The Mint Las Vegas – w przeszłości hotel i kasyno w centrum miasta Las Vegas, w amerykańskim stanie Nevada. 
Obiekt został otwarty w 1957 roku, zaś w 1965 roku poddano go rozbudowom, których efektem była dodatkowa, 26–piętrowa wieża hotelowa. W 1988 roku The Mint zmienił właścicieli i stał się częścią Binion’s Horseshoe; od tego czasu nie funkcjonuje jako samodzielny hotel/kasyno. 
The Mint był sponsorem Mint 400 – największego wyścigu off-roadingowego w Stanach Zjednoczonych od połowy lat 60. XX wieku, aż do połowy lat 80. 
The Mint zasłynął jako miejsce, w którym pierwszą noc w mieście spędzili Hunter S. Thompson i Oscar Zeta Acosta podczas swojej legendarnej weekendowej podróży do Las Vegas w 1971 roku. Ich wyprawa została uwieczniona w książce Lęk i odraza w Las Vegas; według niej, Thompson i Acosta zatrzymali się w pokoju numer 1850.

## Historia
W długiej historii działalności The Mint, wśród właścicieli obiektu byli między innymi Del Webb oraz Milton Prell.
Począwszy od grudnia 1962 roku, aż do stycznia roku kolejnego, serię występów w The Mint dała Patsy Cline – na trzy miesiące przed swoją tragiczną śmiercią w katastrofie samolotu. Była ona jednocześnie drugą artystką w historii, która koncertowała w Las Vegas; pierwsza – Loretta Lynn, także grała w The Mint.

### The Mint w mediach
The Mint kilkakrotnie pojawia się w filmie Diamenty są wieczne (1971), a także w wideoklipie do piosenki „I Still Haven't Found What I'm Looking For” U2 (1987) i w klipie House of Mystic Lights C.C.Catch (1988).